# Nemzeti SC
Nemzeti SC est un club hongrois de football basé à Budapest.

## Histoire
Fondé en 1906, sous le nom de NSC Budapest, le club accède au championnat national élite (réservé aux clubs de la capitale, Budapest) lors de la saison 1909-1910, après avoir remporté le titre en deuxième division. Il prend le nom de Nemzeti SC en 1926. Le meilleur résultat du club en championnat est une troisième place, obtenue à l'issue de sa saison inaugurale en première division. 
Le club passe 13 saisons en Borsodi Liga, la dernière apparition du club ayant lieu lors de la saison 1939-1940. Un an avant sa disparition, en 1949, le club est renommé Nemzeti-Markus et la saison suivante est la dernière de son existence.

## Palmarès
- Championnat de Hongrie D2
  - Vainqueur : 1909

## Grands joueurs
- Károly Sós
- Lajos Korányi